# Empire du Vietnam
1945–1945
Entités précédentes :
- Protectorat d'Annam
- Protectorat du Tonkin
- Colonie de Cochinchine

Entités suivantes :
- Protectorat d'Annam
- Protectorat du Tonkin
- Colonie de Cochinchine
- République démocratique du Viêt Nam

L'empire du Vietnam est un éphémère gouvernement de mars à août 1945, proclamé avec le soutien de l'empire du Japon, après que les Japonais ont pris le contrôle de l'Indochine française en démantelant l'administration coloniale.
Le régime a cessé d'exister au moment de la révolution d'Août. L'abdication de Bảo Đại met fin au règne de la dynastie Nguyễn.

## Historique
En mars 1945, les Japonais, qui occupent l'Indochine française depuis l'invasion de 1940, craignent un débarquement des Alliés, ce qui couperait leurs voies de ravitaillement.
Le 9 mars 1945, ils organisent coup de force contre les Français, dont l'administration avait jusque-là été laissée en place, et démantèlent aussi bien l'armée française d'Indochine que les infrastructures coloniales. L'empereur Bảo Đại, prévenu de la situation alors qu'il revenait d'une partie de chasse, accepte de proclamer l'indépendance de son pays, qui devient dès lors un État allié de la sphère de coprospérité de la Grande Asie orientale. Pour éviter la réputation de laquais du Japon, les membres du Conseil Privé Impérial ont discuté entre eux de l'utilisation de termes locaux, de sorte que tout le contenu de la déclaration d'indépendance de l'empereur Bảo Đại est devenu difficile à comprendre pour les gens.
Les deux protectorats d'Annam et du Tonkin sont réunifiés au sein d'une monarchie vietnamienne, dont les prérogatives sont théoriquement rétablies. La Cochinchine n'est cependant pas réintégrée au reste du pays, les Japonais préférant s'en réserver provisoirement l'administration directe. Le nationaliste catholique Ngô Đình Diệm, un temps pressenti pour diriger le gouvernement, s'étant récusé, les Japonais portent leur choix sur l'universitaire Trần Trọng Kim.
Ce dernier forme un gouvernement qui s'emploie à administrer le pays, mais le manque total de moyens, alors que les infrastructures ont été détruites et les administrateurs français exécutés ou mis en détention, ne permet pas au gouvernement indépendantiste vietnamien d'assurer efficacement ses tâches.
Les mauvaises récoltes, conjuguées à la désorganisation du pays et aux réquisitions opérées par les Japonais, conduisent à provoquer, en Annam et surtout au Tonkin, une terrible famine qui cause au bas mot plusieurs centaines de milliers de morts. Le Việt Minh, guérilla communiste dirigée par Hô Chi Minh, en profite pour étendre son influence dans les campagnes, que les Japonais ne peuvent contrôler faute d'effectifs suffisants. Le 10 août, Trần Trọng Kim, débordé par une situation catastrophique, remet sa démission ; le 14 août, alors que la reddition de leur pays est imminente, les Japonais accordent le rattachement de la Cochinchine au reste du Viêt Nam.
Cette réunification reste entièrement théorique car, à la faveur de la défaite japonaise, le Việt Minh proclame un soulèvement général, déclenchant l'épisode de la révolution d'Août et prenant le contrôle du Tonkin et du Nord de l'Annam. Bảo Đại, dépassé, envoie un message aux Alliés par lequel il tente vainement de faire reconnaître l'indépendance de son pays  ; le 25 août, ayant reçu une délégation du Việt Minh qui le presse d'abdiquer, le souverain s'exécute.
Le 2 septembre, Hô Chi Minh proclame l'indépendance de la République démocratique du Viêt Nam. Le territoire vietnamien de l'Indochine française sombre en plein chaos, alors que le contrôle du Việt Minh n'est assuré qu'au Nord. La situation de 1945 constitue le prélude à la guerre d'Indochine.

## Politique

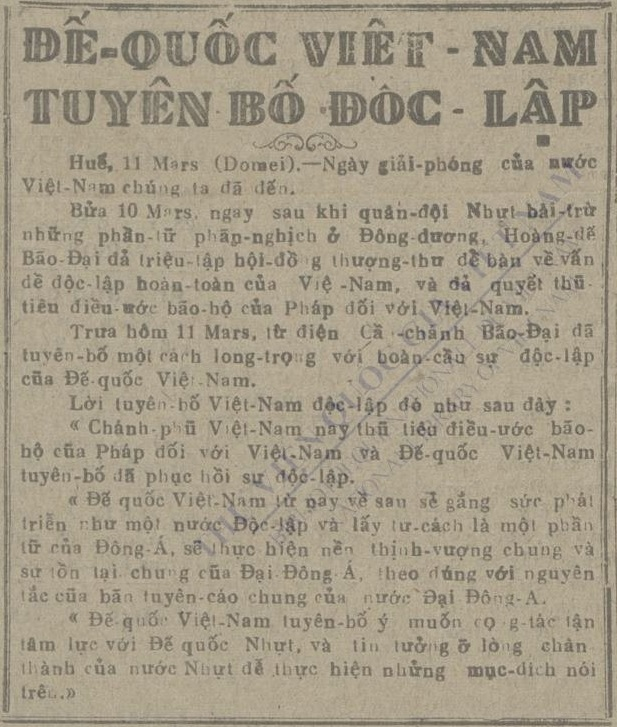
Empire du Viêt-Nam déclare son indépendance le 11 mars 1945.

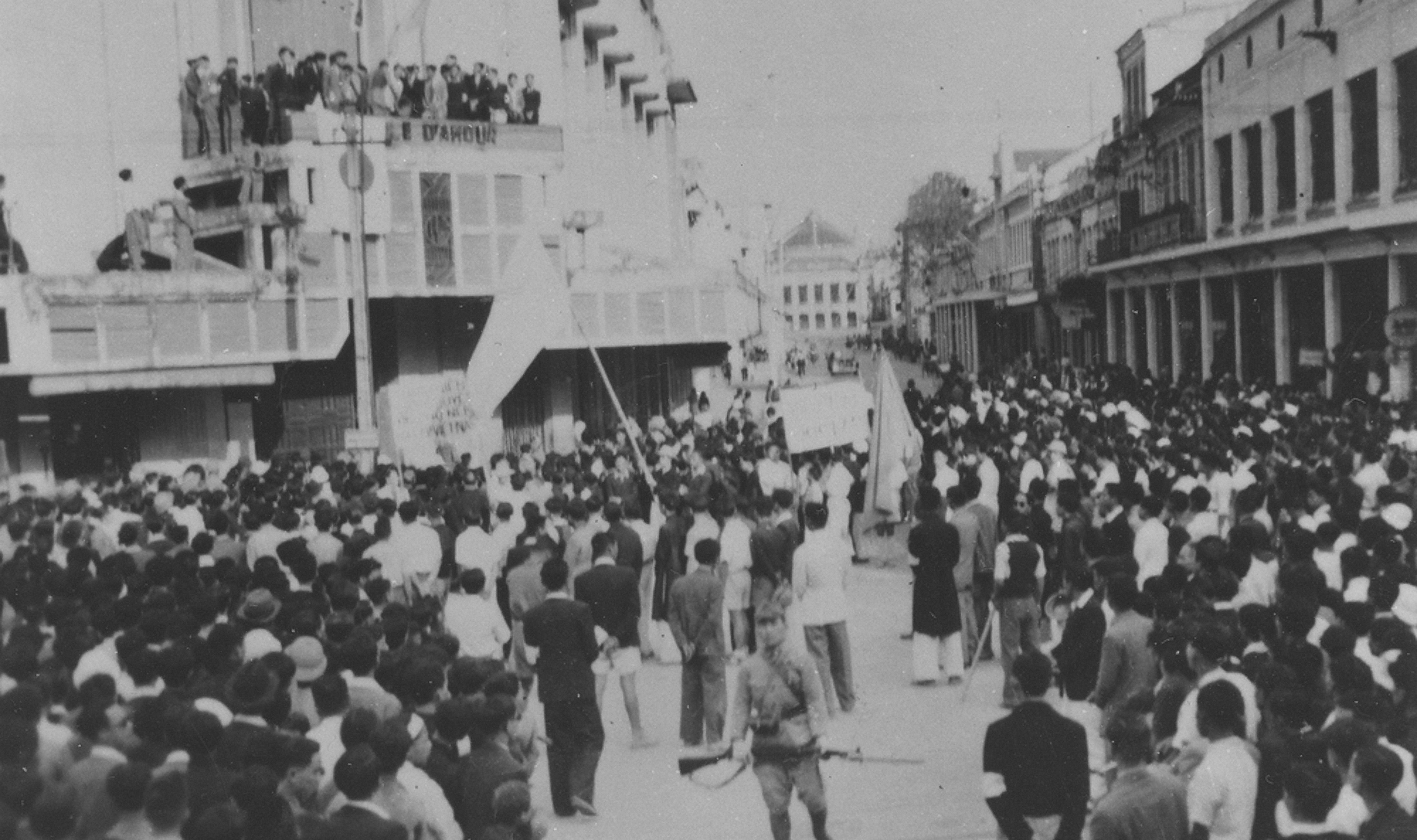
Le rendez-vous politique pro-japonais à Hanoï après le coup d'état du 9 mars 1945.

| Trung Kỳ (10 mars)       | Trung Kỳ (10 mars)       | Trung Kỳ (10 mars)       | Trung Kỳ (10 mars)       | Trung Kỳ (10 mars)                       | Trung Kỳ (10 mars)       |  |  | Bắc Kỳ (9 mars)   | Bắc Kỳ (9 mars)   | Bắc Kỳ (9 mars)   | Bắc Kỳ (9 mars)   | Bắc Kỳ (9 mars)   | Bắc Kỳ (9 mars)   |
| Trung Kỳ (10 mars)       | Trung Kỳ (10 mars)       | Trung Kỳ (10 mars)       | Trung Kỳ (10 mars)       | Trung Kỳ (10 mars)                       | Trung Kỳ (10 mars)       |  |  | Bắc Kỳ (9 mars)   | Bắc Kỳ (9 mars)   | Bắc Kỳ (9 mars)   | Bắc Kỳ (9 mars)   | Bắc Kỳ (9 mars)   | Bắc Kỳ (9 mars)   |
|                          |                          |                          |                          |                                          |                          |  |  |                   |                   |                   |                   |                   |                   |
|                          |                          |                          |                          |                                          |                          |  |  |                   |                   |                   |                   |                   |                   |
| Empire d'Annam (11 mars) | Empire d'Annam (11 mars) | Empire d'Annam (11 mars) | Empire d'Annam (11 mars) | Empire d'Annam (11 mars)                 | Empire d'Annam (11 mars) |  |  | Nam Kỳ (16 avril) | Nam Kỳ (16 avril) | Nam Kỳ (16 avril) | Nam Kỳ (16 avril) | Nam Kỳ (16 avril) | Nam Kỳ (16 avril) |
| Empire d'Annam (11 mars) | Empire d'Annam (11 mars) | Empire d'Annam (11 mars) | Empire d'Annam (11 mars) | Empire d'Annam (11 mars)                 | Empire d'Annam (11 mars) |  |  | Nam Kỳ (16 avril) | Nam Kỳ (16 avril) | Nam Kỳ (16 avril) | Nam Kỳ (16 avril) | Nam Kỳ (16 avril) | Nam Kỳ (16 avril) |
|                          |                          |                          |                          |                                          |                          |  |  |                   |                   |                   |                   |                   |                   |
|                          |                          |                          |                          |                                          |                          |  |  |                   |                   |                   |                   |                   |                   |
|                          |                          |                          |                          | Empire du Viêt-Nam （17 avril - 12 juin) |                          |  |  |                   |                   |                   |                   |                   |                   |
|                          |                          |                          |                          |                                          |                          |  |  |                   |                   |                   |                   |                   |                   |
|                          |                          |                          |                          |                                          |                          |  |  |                   |                   |                   |                   |                   |                   |
|                          |                          |                          |                          |                                          |                          |  |  |                   |                   |                   |                   |                   |                   |
|                          |                          |                          |                          | Empire du Viêt-Nam （12 juin - 30 août)  |                          |  |  |                   |                   |                   |                   |                   |                   |
|                          |                          |                          |                          |                                          |                          |  |  |                   |                   |                   |                   |                   |                   |